# Distretto di Kamashi
Il distretto di Kamashi (usbeco Qamashi) è uno dei 13 distretti della Regione di Kashkadarya, in Uzbekistan. Il capoluogo è Kamashi.